# Cyphon horioni
Cyphon horioni es una especie de coleóptero de la familia Scirtidae.

## Distribución geográfica
Habita en Virginia (Estados Unidos).